# Bekem Bicki
Bekem Can Bicki (* 22. April 2004) ist ein österreichischer Fußballspieler.

## Karriere
Bicki begann seine Karriere beim FC Dornbirn 1913. Zur Saison 2018/19 kam er in die AKA Vorarlberg. Zur Saison 2019/20 kehrte er wieder nach Dornbirn zurück. Zur Saison 2020/21 rückte er in den Kader der Amateure der Dornbirner, für die er im Oktober 2020 erstmals in der fünfthöchsten Spielklasse zum Einsatz kam. Nach fünf Einsätzen für die Amateure von Dornbirn rückte er im Jänner 2021 in den Kader der ersten Mannschaft.
Sein Debüt in der 2. Liga gab er im März 2021, als er am 18. Spieltag der Saison 2020/21 gegen den SKU Amstetten in der 75. Minute für Franco Joppi eingewechselt wurde. Bis zum Ende jener Saison kam er zu sieben Zweitligaeinsätzen für die Vorarlberger. In der Saison 2021/22 kam er bis zur Winterpause einmal zum Einsatz. Im Februar 2022 wechselte der Stürmer nach Italien in die U-18 des Zweitligisten SPAL Ferrara. Im August 2022 zog er weiter nach Deutschland in die A-Jugend des SSV Ulm 1846. 
Zur Saison 2023/24 wechselte Bicki erst zur Reserve des FC-Astoria Walldorf und wurde nach guten Leistungen am 28. März 2024 gegen den FC 08 Homburg (2:0) auch erstmals in dessen Regionalligamannschaft eingesetzt, wo er auf Anhieb einen Treffer erzielen konnte. Für Astoria kam er insgesamt zu 22 Regionalligaeinsätzen. Im Jänner 2025 wechselte Bicki zur Reserve des Zweitligisten Karlsruher SC.